# Водоспад Агуарай
Водоспад Агуарай (ісп. Salto Aguaray) — водоспад, що знаходиться в департаменті Парагваю Амамбаї. 